# Flughafen Saarbrücken-St.Arnual
Flughafen Saarbrücken-St.Arnual var en lufthavn i bydelen Sankt Arnual umiddelbart sydvest for centrum af Saarbrücken, i delstaten Saarland, Tyskland. Den åbnede i 1928 og blev nedlagt og afløst i 1939 af den nye Flughafen Saarbrücken øst for byen.

## Historie
På et lille engområde imellem beboelse og floden Saar indviede man 17. september 1928 den første lufthavn i Saarbrücken. Tekniske begrænsninger gjorde at lufthavnen indtil 1933 kun åben fra maj til oktober. Ifølge Den Internationale flyvehåndbog fra 1931 bestod navigationsudstyret af en røgovn og lys fra bål.
Lufthansa startede blandt andet ruter til Wien, Budapest, Karlsruhe og München fra lufthavnen, hvor flere af dem var allerede eksisterende der fik en mellemlanding i Saarbrücken. Den franske flyproducent Avions Farman drev en overgang en rute til Paris, fløjet med deres eget Farman F 60 "Goliath" fly.
Op igennem 1930'erne nåede lufthavnen flere gange sin kapacitetsgrænse. En udvidelse var ikke mulig da beboelsesområder var placeret meget tæt på, samt at floden Saar flere gange oversvømmede landingsbanen. Den 25. oktober 1939 lukkede lufthavnen på grund af de vanskelige aerodynamiske forhold samt de hyppige lukninger på grund af dårligt vejr, og den nye lufthavn ved forstaden Ensheim var nu den eneste i byen.
I dag er der ingen spor af de tidligere lufthavnsfaciliteter og området er i dag et beskyttet naturreservat med blandt andet sjældne orkideer. Det officielle navn er nu St. Arnual enge, imens de lokale kalder det "Daarle".